# Poliçan
Poliçan este un oraș din Albania.